# Кефальное
Кефальное (укр. Кефальне) — озеро на территории Скадовского района (Херсонская область, Украина). Площадь водного зеркала — 1,3 км². Тип общей минерализации — пресное. Происхождение — лиманное. Группа гидрологического режима — бессточное.
Озеро расположено в границах Черноморского биосферного заповедника.

## География
Длина — 1,86 км. Ширина средняя — 1,6 км, наибольшая — 2,06 км. Высота над уровнем моря: 0,5 м.
Озеро от Чёрного моря отделено пересыпью шириной 140-300 м. С морем не сообщается. Водоём неправильной удлинённой формы, вытянутый с северо-востока на юго-запад. Котловина сужается по мере отдаления от моря в северо-восточном направлении.
Берега пологие, северные заняты солончаками.
Озеро расположена западнее села Зализный Порт.